# Arany János-nagydíj

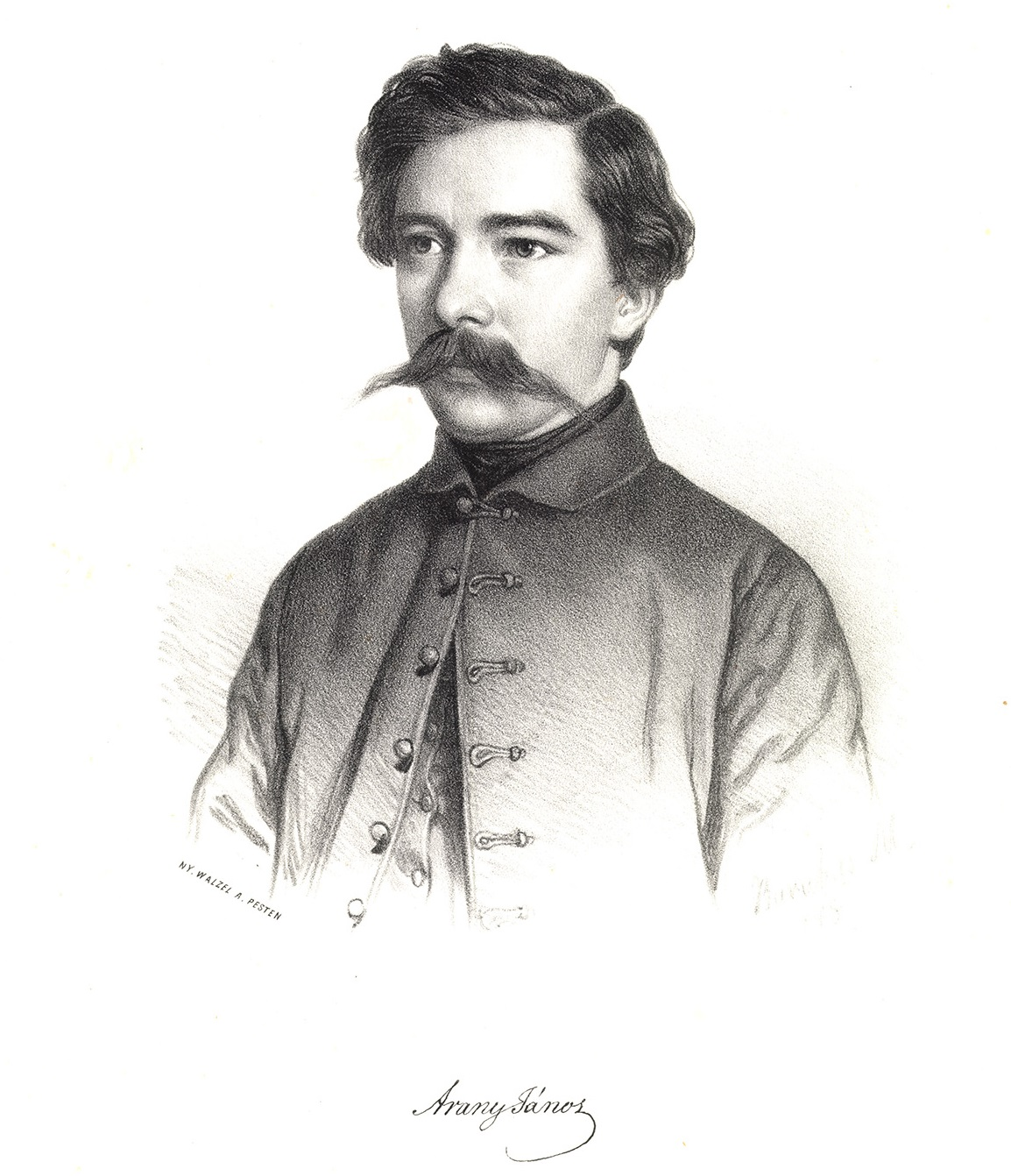
Arany János a díj névadója (Barabás Miklós litográfiája)

Az Arany János-nagydíj egy 2003-ban alapított, 2003 és 2008 között kiosztott irodalmi díj, melyet a Magyar Írószövetség Arany János Alapítványának kuratóriuma ítélt oda a magyar irodalom értékeinek védelme, gondozása terén végzett különösen kiemelkedő tevékenység elismeréseként. Első alkalommal 2003. október 23-án osztották ki.

## Alapítása és odaítélése
A Magyar Írószövetség 1989-es közgyűlésének határozatával létrehozott és 1990 tavaszán bejegyzett Arany János Alapítvány, amelynek célja a régebbi s élő magyar irodalom értékeinek védelme, gondozása, új értékek létrejöttének elősegítése, anyanyelvünk ápolása, nemesítése, művészi gazdagítása, valamint a kiterjedt gondolat- és érzelemvilág szabad kifejezésé volt, az Arany János-díj és az Arany János-jutalom mellett 2003-ban döntött e jutalom adományozásáról.
A kiemelt elismeréseket az alapítvány kuratóriuma ítélte oda öt éven át, első ízben kettő, majd egy-egy főnek. Az elismeréseket minden évben Arany János halála napjához közeli időpontban, az 1956-os forradalom ünnepnapján, október 23-án adták át.
A díjat 2008-ban megszüntették.

## Díjazottak
| Év   | Név                                                |
| ---- | -------------------------------------------------- |
| 2003 | Jókai Anna író, költő                              |
| 2003 | Csoóri Sándor költő, esszéíró, prózaíró, politikus |
| 2004 | Hubay Miklós drámaíró, műfordító                   |
| 2005 | Borbándi Gyula író, történész, szerkesztő          |
| 2006 | ―                                                  |
| 2007 | Ágh István költő, író, műfordító                   |